# Zala vármegye turisztikai látnivalóinak listája

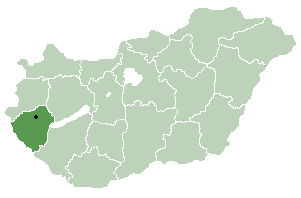
Zala vármegye

Ez a lista Zala vármegye ismert turisztikai látnivalóit tartalmazza.
Lásd még: 
- Zala vármegyei múzeumok listája
- Zala vármegyei kulturális programok listája

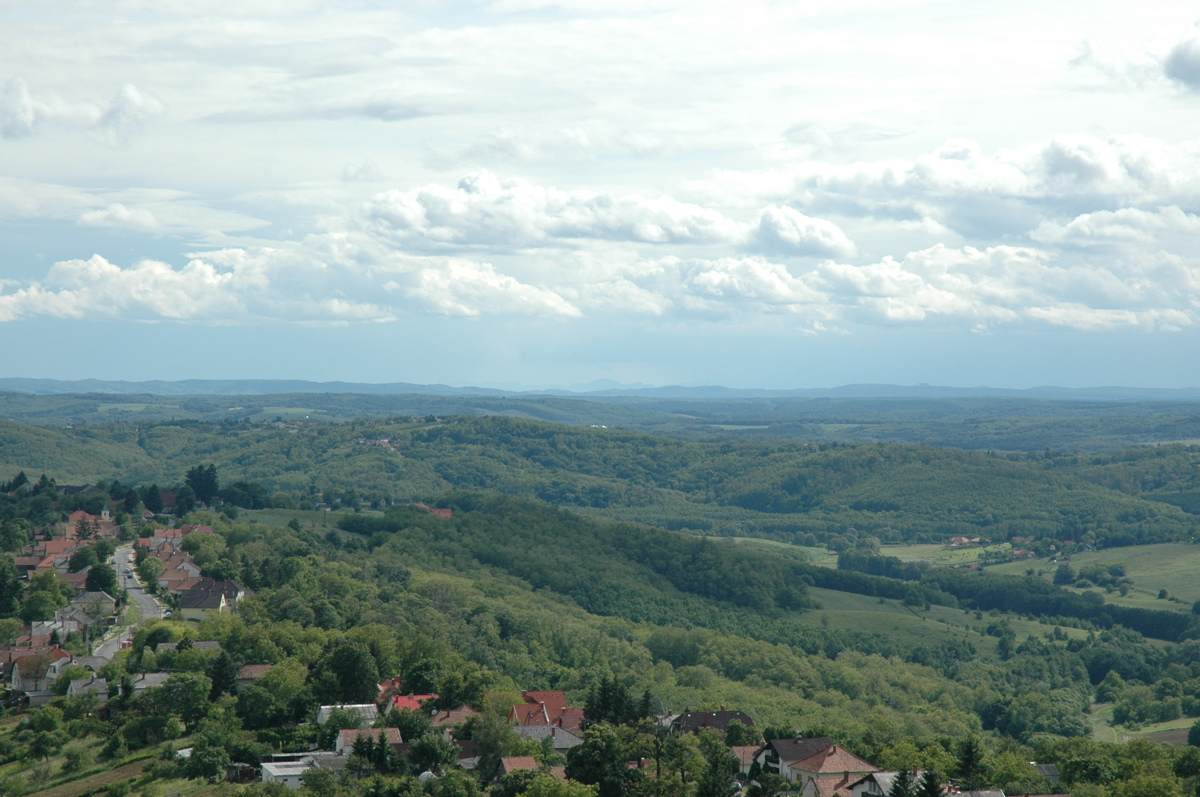
Kilátás a zalaegerszegi tévétoronyból

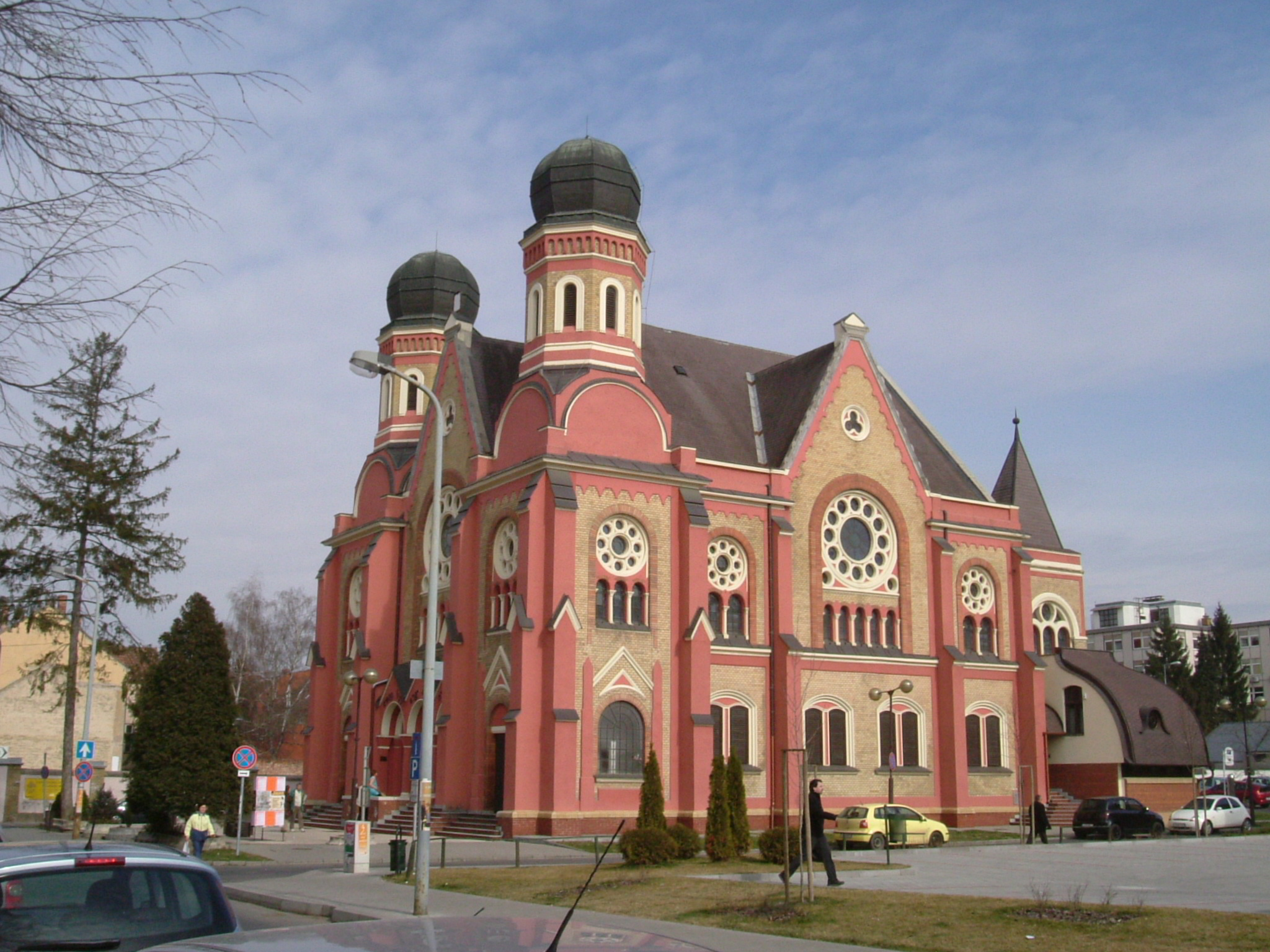
A Városi Hangverseny- és Kiállítóteremnek otthont adó zalaegerszegi zsinagóga

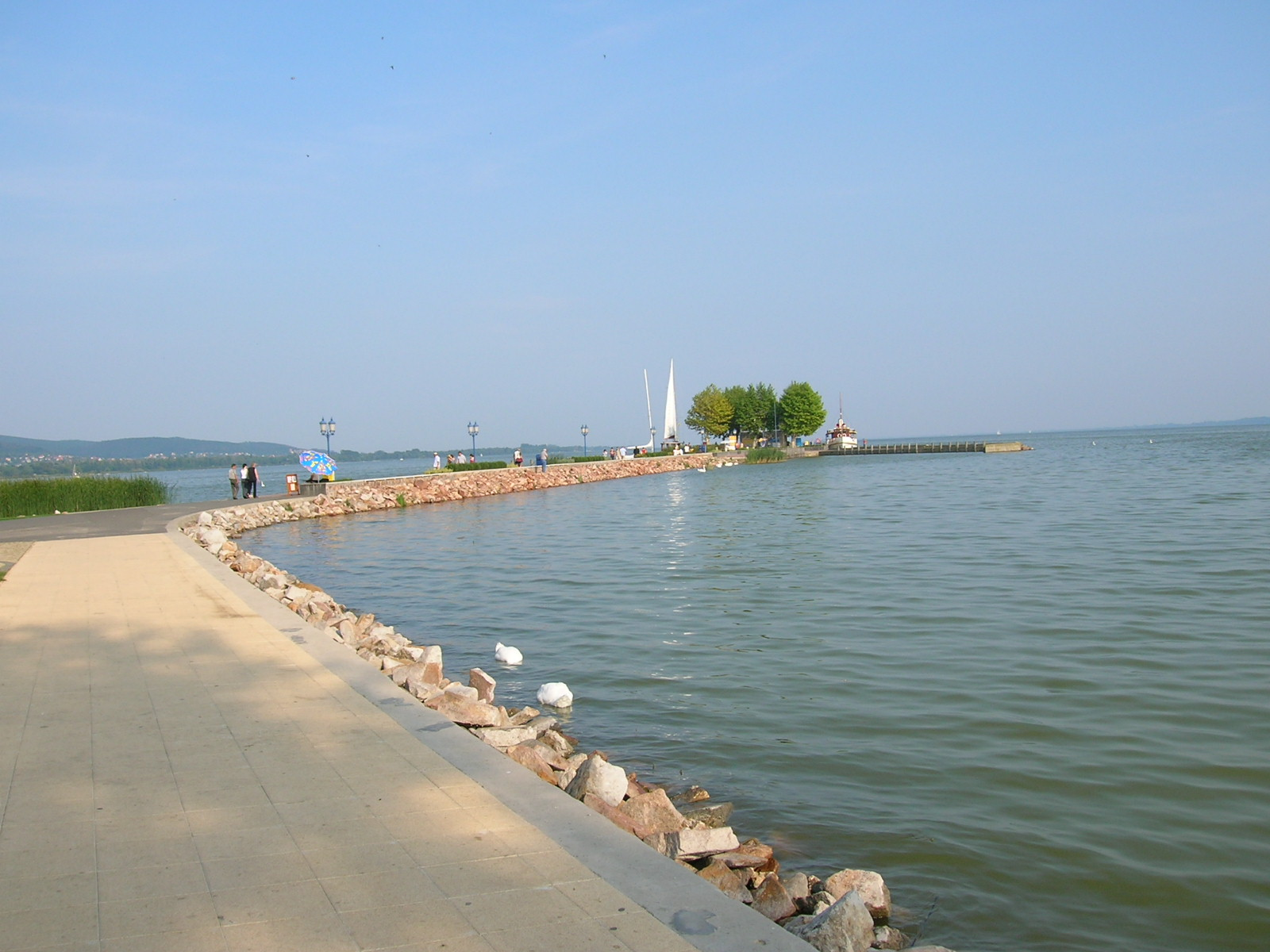
A keszthelyi Balatonpart a hajóállomással

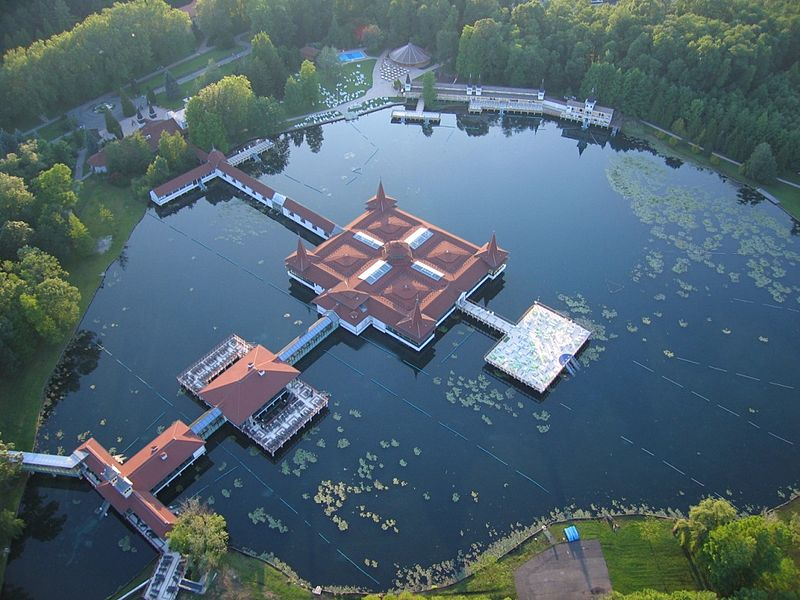
Hévízi-tó

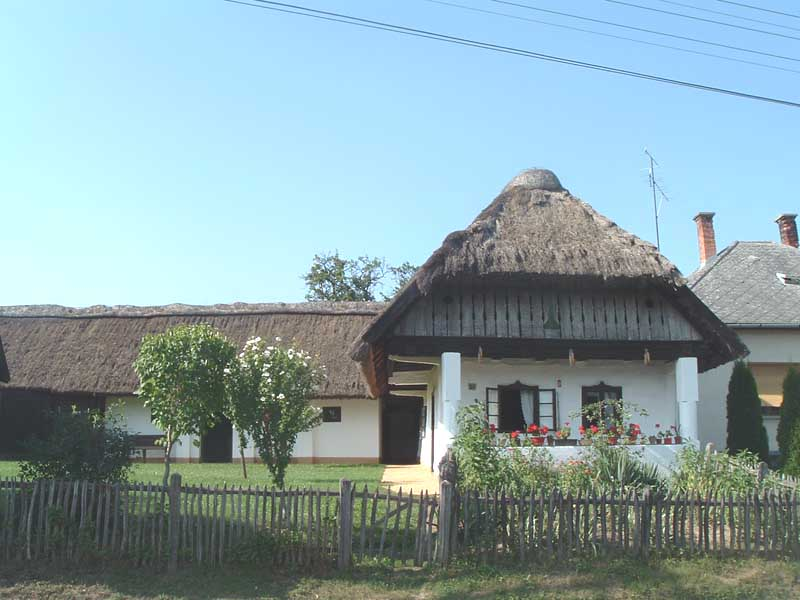
Zalalövő: régi parasztház

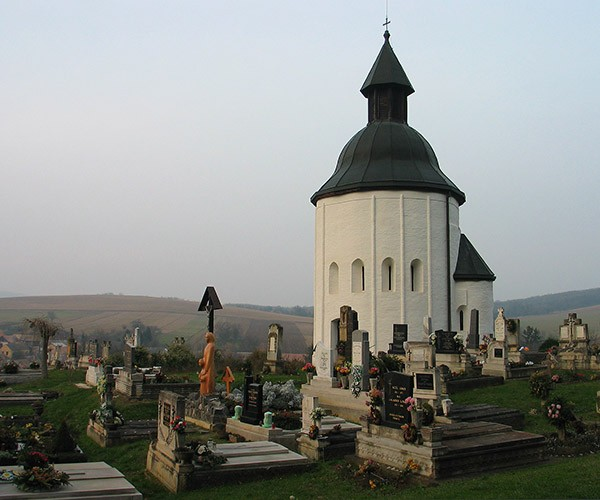
Kallósd: Szent Anna kerektemplom

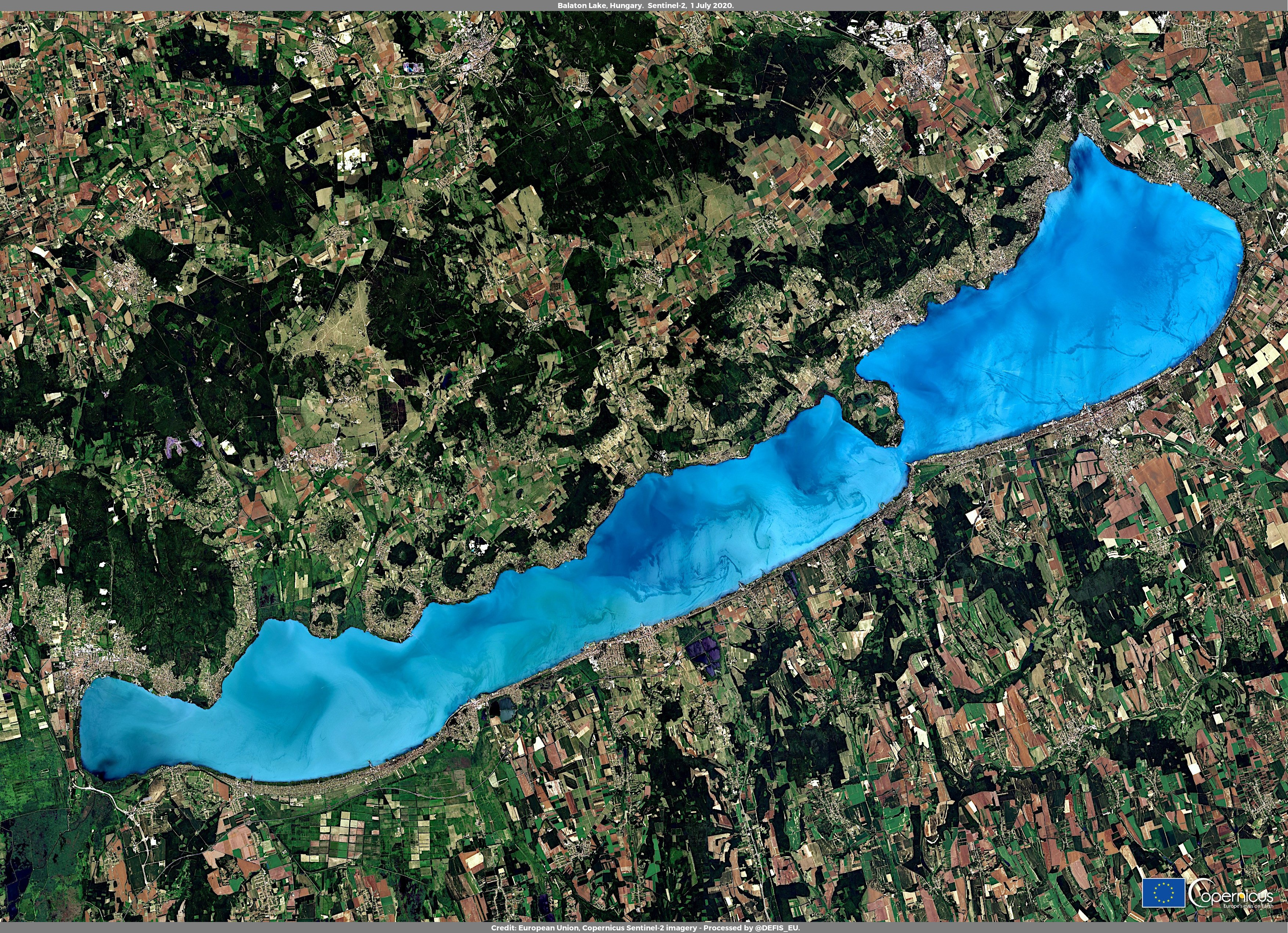
Kis-Balaton

| Ábécé szerinti tartalomjegyzék                                                                           |
| --- |
| A, Á B C Cs D Dz Dzs E, É F G Gy H I, Í J K L Ly M N Ny O, Ó Ö, Ő P Q R S Sz T Ty U, Ú Ü, Ű V W X Y Z Zs |

## B

### Balatongyörök
- Szépkilátó a római kori fürdőromokkal

### Balatonmagyaród
- Állatsimogató-Fenyvespuszta Archiválva 2012. január 11-i dátummal a Wayback Machine-ben

### Batyk
- Batyki ősgyep

### Böde
- katolikus templom

### Budafapuszta
- budafapusztai arborátum és Zichy-vadászkastély
- Budafapuszta–2 olajkút (olajipari emlékhely)

### Búcsúszentlászló
- kegytemplom

## Cs

### Cserszegtomaj
- Cserszegtomaji Arborétum
- Szent Margit-kilátó
- kútbarlang

## E

### Egervár
- Nádasdy-várkastély
- katolikus templom

## H

### Hévíz
- Hévízi-tó
- a szanatórium parkja
- Egregyi kápolna (román stílusú)
- katolikus templom (1999)

### Homokkomárom
- kegytemplom

## K

### Kallósd
- Szent Anna Kerektemplom

### Kehidakustány
- Deák-kúria és parkja
- termálvizes gyógy- és élmenyfürdő

### Keszthely
- katolikus templom (gótikus)
- Helikon park
- Festetics-kastély és parkja
- Balaton-part
- Fenékpuszta
  - római kori romok
  - madárgyűrűző állomás

### Kiscsehi
- Budafapusztai arborétum

## L

### Lenti
- vár
- katolikus templom
- fürdő

### Letenye
- Szapáry-kastély és parkja
- Szentháromság római katolikus templom

## N

### Nagykanizsa
- Ferences rendház
- zsinagóga
- Millenniumi sétakert
- Várkapu emlékmű
- Csónakázó-tó
- Miklósfai parkerdő
- Romlott vár

### Nagykapornak
- katolikus templom

### Nova
- katolikus templom

## R

### Rezi
- Rezi várrom
- Gyöngyösi betyárcsárda

## Sz

### Szécsisziget
- Andrássy-Szapáry-kastély

## T

### Tormafölde
- Vétyemi ősbükkös

### Tornyiszentmiklós
- katolikus templom

### Türje
- prépostsági gótikus templom

## V

### Vaspör
- Pusztacsatári templom

### Vonyarcvashegy
- Szent Mihály-domb a kápolnával

## Z

### Zalaegerszeg
- Göcseji Falumúzeum és Finnugor Néprajzi Park
- Magyar Olaj- és Gázipari Múzeum
- Tévétorony
- Csácsi arborétum
- Baross liget
- Azáleás-völgy
- Göcseji Múzeum
- Mária Magdolna Plébániatemplom
- Aqua City
- Kvártélyház

### Zalaháshágy
- Árpád-kori templom

### Zalalövő
- népi lakóházak

### Zalakomár
- kápolnapusztai bivalyrezervátum

### Zalaszántó
- Emberi jogok parkja
- Tátikai várrom
- Tátikai ősbükkös
- Sztúpa

### Zalaszentgrót
- Batthyány-kastély és védett parkja (késő barokk, copf stílusú)
- Zalaszentgróti kiskastély
- Szent Imre-templom (1758, barokk stílusban)
  - benne: Szentgróti Madonna (1490-es évekből való faszobor)
  - védett Pieta-festmény
- Romtorony (volt ferences templom a 14. századból)
- Kőhíd (1846)

### Zalaszentgyörgy
- katolikus templom

### Zalavár
- Szent Adorján bazilika romjai (9. század)
- Kányavári-szigeti Búbosvöcsök Tanösvény

## Természeti látnivalók
- Kis-Balaton
- Zalai-dombság vagy Zalai-dombvidék
- Muramente (Mura-balparti sík)